# قرار مجلس الأمن التابع للأمم المتحدة رقم 157
قرار مجلس الأمن التابع للأمم المتحدة رقم 157، الذي اعتمد في 14 سبتمبر 1960، بعد مناقشة أزمة الكونغو أدى إلى عدم إجماع أعضائه الدائمين وبالتالي منعه من ممارسة مسؤوليتها الأساسية عن صون السلام والأمن الدوليين، قرر المجلس الدعوة لعقد جلسة استثنائية طارئة للجمعية العامة لتقديم التوصيات المناسبة.
اعتمد القرار بأغلبية ثمانية أصوات مقابل صوتين معارضين (جمهورية بولندا الشعبية والاتحاد السوفياتي) وامتناع فرنسا عن التصويت.